# Alcaldía de París

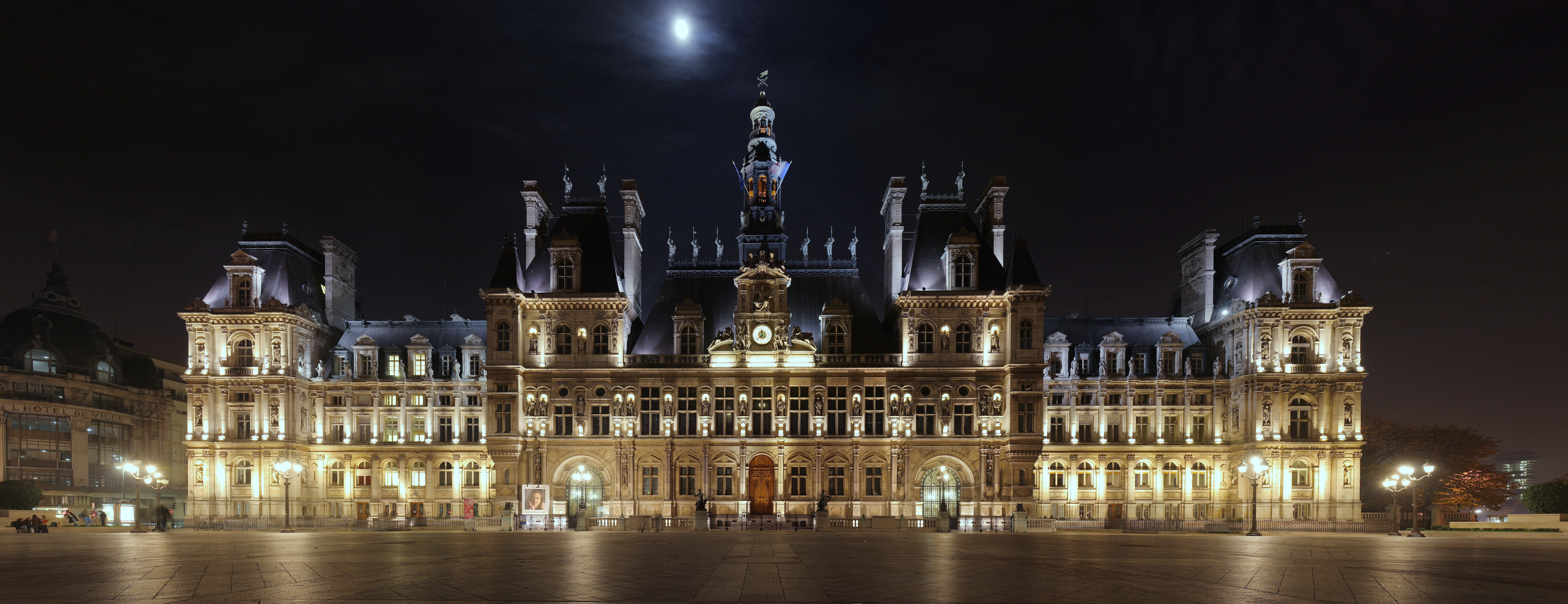
El Ayuntamiento de París, sede de la Alcaldía de París.

La Alcaldía de París es la administración y el concejo municipal y departamental de París. Tiene su sede en el ayuntamiento.

## Historia

### Bajo el Antiguo Régimen
La primera municipalidad parisina se constituyó hacia el 1260, mientras Luis IX concede a los prebostes y jurados de la poderosa corporación de mercaderes del agua el derecho de administrar una parte de la ciudad. Esta asociación posee entonces el monopolio de la navegación sobre los ríos Sena, Oise, Marne y el Yonne, reglamenta el tráfico fluvial y fija las tasas a percibir. Hasta entonces, la ciudad estaba administrada por los representantes del rey: conde, vizconde, después preboste de París. Es con este último que el preboste de los mercaderes y sus asesores debían reunirse para la óptima administración de la capital durante los siglos subsiguientes.
Elegido por la burgesía, el preboste de los mercaderes tomará un ascenso político importante. El rol que desempeña Étienne Marcel durante el régimen del Delfín, el futuro Carlos V, presiona al poder real para que disminuya las prerrogativas prebostales, incluida la supresión del cargo de preboste de los mercaderes de 1382 a 1388.
Restablecida en beneficio de Jean Jouvenel de Ursins, un fiel seguidor de los reyes Carlos VI y Carlos VII, la función de preboste de los mercaderes será desde entonces solamente honorífica, ya que el candidato designado por el soberano será investido por los votantes.
En la víspera de la Revolución francesa, la municipalidad se compone de:
- un preboste de los mercaderes (a esta fecha Jacques de Flesselles, nombrado el 21 de abril de 1789;
- cuatro asesores;
- treinta y seis concejales;
- dieciséis comisarios.

El 27 de mayo de 1789, los electores de tres órdenes de la ciudad piden hacer sede en el ayuntamiento de París y a participar de la gestión de la ciudad, lo que Jacques de Flesselles rechaza por ilegalidad, con el apoyo del ministerio de Jacques Necker. El 25 de junio de 1789, esta propuesta se renueva y, bajo presión pública, Jacques de Flesselles admite doce de estos electores a adjuntarse a la municipalidad: la eadmet douze de ces électeurs à se joindre à la municipalité en place: nace la comuna de París. La primera sesión de esta asamblea general se lleva a cabo el 13 de julio de 1789 y Jacques de Flesselles es elegido presidente. El día siguiente, 14 de julio, los manifestantes que no encontraban las armas que habían ido a reclamar al ayuntamiento, acusan a Flesselles de pactar con el poder real. Este es asesinado por la muchedumbre, que lo decapita y pasea su cabeza clavada en una pica por las calles de la capital.

### De la Revolución a la época moderna

Los doce arrondissements entre 1795 et 1860 (la zona gris muestra los límites actuales de París).

La ley del 11 de octubre de 1795 (19 de vendimiario del año IV), suprime la municipalidad única, París estaba entonces dividida en doce arrondissements que actuaban como municipalidades independientes.
El 17 de febrero de 1800 (28 de pluvioso del año VIII), Napoleón Bonaparte disuelve las doce municipalidades, los arrondissements se convierten en simples divisiones administrativas y la capital se restablece como comuna única. El prefecto del departamento del Sena asistido por un consejo general del Sena, hace su sede en el ayuntamiento y administra la capital. Es así que ya no hay alcalde, solo un consejo de París (establecido por la ley municipal del 5 de abril de 1884) elige cada año un presidente que cumple funciones ante todo honoríficas. En cuanto a los poderes policiales, se los atribuye a un prefecto de policía. La ley del 16 de junio de 1859 que procede a la nueva división de París creando veinte arrondissements en lugar de doce no modifica la estructura. El jefe de Estado todavía designa para cada arrondissement un alcalde y dos asesores, escogidos de entre los ciudadanos más sometidos a impuestos, nombrados para tres años, pero revocables. La ley del 14 de abril de 1871 aumenta el número de asesores nombrados a tres y suprime la duración del mandato, haciéndose esta indeterminada.
Del hecho de la creación del "departamento de París", el 10 de julio de 1964 (después de la supresión del departamento del Sena), París dispone de un Consejo producto de la escisión del antiguo Consejo General del Sena, donde están representados los consejeros de cada arrondissement, pero la capital francesa no dispone todavía de un alcalde, solamente de un presidente del Consejo que no está dotado de las competencias normalmente asignadas al alcalde (como el primer magistrado de la ciudad). Los alcaldes de arrondissement ejercen lo más importante de estas funciones locales (a excepción de los poderes policiales), bajo la supervisión del prefecto que representa al Estado y dirige todavía efectivamente el departamento y al prefecto de policía. El Consejo General de París no ejerce entonces ningún papel y París no es verdaderamente una comuna propiamente dicha, sino un conjunto de pequeñas ciudades sin medios de acción y desarrollo a medida de las necesidades que se piden a una capital de importancia mundial.
La ley del 31 de diciembre de 1975 restablece la función de "Alcalde de París". Esta ley hace de París al mismo tiempo comuna y departamento. París posee desde entonces dos colectividades territoriales distintas, de las que sus asuntos son resueltos por una misma asamblea: el Consejo de París. La ley devuelve al derecho común de los departamentos y las comunas diversas disposiciones, aun si París se encuentra en una situación particular. La mayor innovación reside en la institución de un Alcalde que ejerce tanto las atribuciones de un presidente de Consejo general, como las de un alcalde mismo. Lo fundamental de los presupuestos y proyectos se votan en el Consejo de París bajo la presidencia del Alcalde que dispone de poderes mucho más importantes que aquellos de los que disponen los otros alcaldes de Francia. Este estatuto se pone en marcha en 1977 y las primeras elecciones municipales parisinas se llevan a cabo el 25 de marzo de 1977.
A partir de la ley del 31 de diciembre de 1982, llamada Ley PLM por "París, Lyon, Marsella", estas tres grandes ciudades tienen una organización administrativa particular inherente a la voluntad de descentralización. La ley confiere un estatuto particular a la ciudad de París. El territorio de París cubre al mismo tiempo dos colectividades territoriales, una comuna y un departamento. Está dividido en veinte arrondissements, cada uno de ellos posee un Consejo distrital o de arrondissement (órgano deliberante) compuesto en un tercio por los consejeros de París elegidos en el arrondissement y dos tercios por los consejeros de arrondissement, así como de un alcalde de arrondissement (órgano ejecutivo) elegido de entre los consejeros de París del arrondissement. Los consejos distritales administran las instalaciones de su jurisdicción (culturales, sociales y deportivas) y constituyen una suerte de descentralización interna en la comuna, un intermediario entre la población y la autoridad central. Sus competencias, ampliamente consultativas, son reducidas a la gestión de las instalaciones, ejercida en vínculo con el concejo municipal. El arrondissement no tiene medios propios ni presupuesto. Por tanto, esta ley ha sido aplicada solo de una manera imperfecta en París, los alcaldes de arrondissement se ven asignados solo de pocas competencias.
Con la ley del 29 de diciembre de 1986 que trae la adaptación del régimen administrativo y financiero de la ciudad de París, rectifica en parte la ley PLM en lo que respecta a París. Esta le da al alcalde algunas prerrogativas que la Ley PLM acordaba al prefecto de Policía: salubridad, mantenimiento del orden en las ferias y mercados, conservación del dominio público de la ciudad.
Recientemente, la ley del 27 de febrero de 2002 relativa a la democracia jurisdiccional modificó ampliamente el funcionamiento de las instituciones parisinas. Sus principales objetivos atañen la vida local y el ejercicio de mandatos. Por eso, la Ley impone la división de las ciudades de más de 80 000 habitantes en barrios y hace obligatorios los Consejos barriales. En París, la obligación de crear los consejos barriales se impone a los consejos distritales bajo ciertas reservas. Corresponde en principio al Consejo de París (por proposición de los consejos distritales) fijar (el límite de los barrios que constituyen la comuna). Una vez establecidos estos "los consejos distritales crearán para cada barrio un consejo barrial". Estas instancias "pueden ser consultadas por el alcalde y hacerle propuestas sobre toda cuestión que concierna al barrio o la ciudad". Además, el alcalde "puede reunirlas para la elaboración, la puesta en marcha y la evaluación de las acciones que interesen al barrio, en particular aquellas realizadas a nombre de la política de la ciudad". La Ley refuerza igualmente el rol de las comisiones consultativas de los servicios públicos y favorece la creación de puestos de asesores "encargados principalmente de uno o de varios barrios". En París, la creación de puestos suplementarios se hace en el marco de los arrondissements y no deben exceder el 10% del efectivo legal del consejo de arrondissement. Finalmente, la ley se interesa en las competencias de las colectividades locales, especialmente en París: refuerzo del poder consultativo de los consejos distritales, creación de una sección de inversión para la dotación de los arrondissements, simplificación de las reglas de contrato de personal. En estos términos legales, el alcalde de París, dispone de una competencia general para todo lo que respecta al tráfico y el estacionamiento, reduciendo así considerablemente las competencias de la Prefectura de Policía.

## Lista de alcaldes

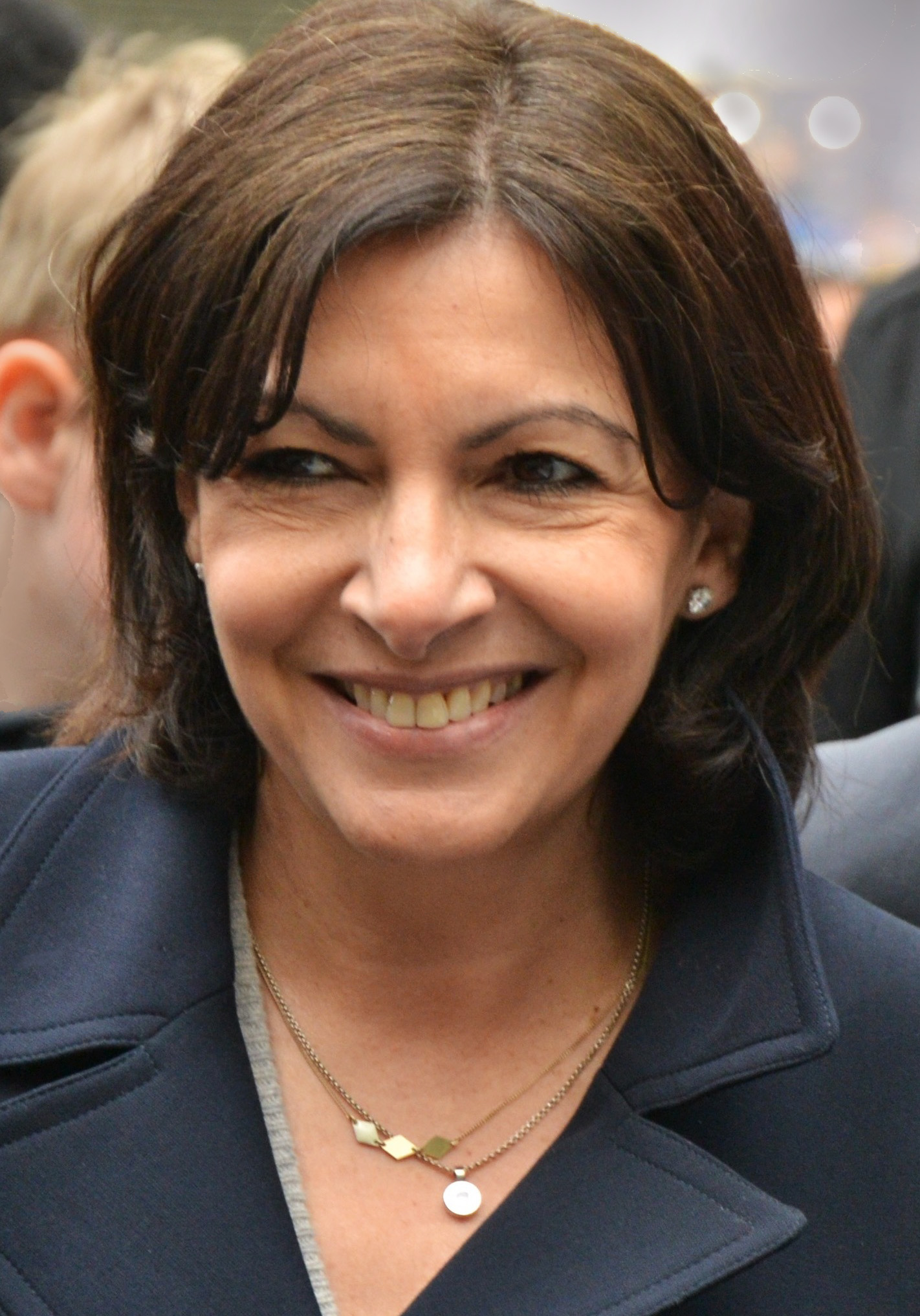
Anne Hidalgo, actual alcaldesa de París.

Hasta el 14 de julio de 1789, día de la Toma de la Bastilla, la máxima autoridad de París era el Preboste de mercaderes (Prévôst des marchants). A partir de entonces, se elige democráticamente al Alcalde de París.

## Lista de Alcaldes
- Jean Sylvain Bailly - 15 de julio de 1789–18 de noviembre de 1791
- Jérôme Pétion de Villeneuve - 18 de noviembre de 1791–15 de octubre de 1792
- Philibert Borie - 7 de julio de 1792–13 de julio de 1792 (interino)
- René Boucher - 15 de octubre de 1792–2 de diciembre de 1792 (interino)
- Henri Lefèvre d'Ormesson - 21 de noviembre de 1792
- Nicolas Chambon - 1 de diciembre de 1792–4 de febrero de 1793
- Jean-Nicolas Pache - 14 de febrero de 1793–10 de mayo de 1794
- Jean-Baptiste Fleuriot-Lescot - 10 de mayo–17 de julio de 1794

Abolición del cargo entre los años 1794 y 1848
- Louis-Antoine Garnier-Pagès - 24 de febrero–5 de marzo de 1848
- Armand Marrast - 9 de marzo–19 de julio de 1848

Abolición del cargo entre los años 1848 y 1870
- Étienne Arago - 4 de septiembre–15 de noviembre de 1870
- Jules Ferry - 15 de noviembre de 1870–5 de junio de 1871

Abolición del cargo entre los años 1871 y 1977
- Jacques Chirac (RPR) : 20 de marzo de 1977–16 de mayo de 1995
- Jean Tiberi (RPR) : 22 de mayo de 1995–24 de marzo de 2001
- Bertrand Delanoë (PS) : 25 de marzo de 2001- 5 de abril de 2014 (reelegido en 2008)
- Anne Hidalgo (PS) : desde el 5 de abril de 2014.

## Elecciones

Plano esquemático de París, dividido en arrondissements.

### Elecciones municipales
Las elecciones municipales se desarrollan por arrondissements, según el mismo procedimiento que en las comunas de más de 3500 habitantes. Los consejos distritales eligen los alcaldes de arrondissement una semana después del escrutinio, como lo hacen también los consejos municipales eligiendo su alcalde en las otras comunas de Francia.
En cada arrondissement, los primeros elegidos de cada lista son miembros también del Consejo de París, que elige entonces el alcalde de París; los siguientes (consejeros de arrondissement) son miembros solamente del Consejo de arrondissement. El Consejo de París tiene simultáneamente las atribuciones de un Concejo Municipal (que administra la comuna) y un Consejo General (que administra el departamento). No hay elecciones cantonales en París.
Número de consejeros elegidos por arrondissement:
| Arrondissement                                             | 1º | 2º | 3º | 4º | 5º | 6º | 7º | 8º | 9º | 10º | 11º | 12º | 13º | 14º | 15º | 16º | 17º | 18º | 19º | 20º | Total de consejeros |
| ---------------------------------------------------------- | -- | -- | -- | -- | -- | -- | -- | -- | -- | --- | --- | --- | --- | --- | --- | --- | --- | --- | --- | --- | ------------------- |
| Consejeros de arrondissement                               | 10 | 10 | 10 | 10 | 10 | 10 | 10 | 10 | 10 | 12  | 22  | 20  | 26  | 20  | 34  | 26  | 26  | 28  | 24  | 26  | 354                 |
| Consejeros de Paris                                        | 3  | 3  | 3  | 3  | 4  | 3  | 5  | 3  | 4  | 6   | 11  | 10  | 13  | 10  | 17  | 13  | 13  | 14  | 12  | 13  | 163                 |
| Número total de consejeros en el Consejo de arrondissement | 13 | 13 | 13 | 13 | 14 | 13 | 15 | 13 | 14 | 18  | 33  | 30  | 39  | 30  | 51  | 39  | 39  | 42  | 36  | 39  | 517                 |